# 224 (число)
224 (Дві́сті два́дцять чоти́ри) — натуральне число між 223 та 225.
- 224 день в році — 12 серпня (у високосний рік 11 серпня).

## В інших галузях
- 224 рік, 223 до н. е.
- В Юнікоді 00E0  16  — код для символу «a» (Latin Small Letter A With Grave).
- Галактика Андромеди (NGC 224) — спіральна галактика типу Sb.
- Dhofar 224 — метеорит-Хондрит вагою 14974 грамів.
- 224 Океану — астероїд, знайдений Іоганном Палісой 30 березня 1882 року.